# Президентские выборы в Болгарии (2016)
Президентские выборы 2016 года в Болгарии прошли 6 и 13 ноября одновременно с референдумом о реформе политической системы страны.
Болгарский ЦИК зарегистрировал 21 пару кандидатов (в президенты и вице-президенты). В первом туре, как и предполагалось, ни один из кандидатов не набрал абсолютного большинства голосов. Во второй тур вышли бывший командующий ВВС страны Румен Радев, поддержанный Болгарской социалистической партией, и кандидат от правящей партии ГЕРБ, спикер парламента Цецка Цачева.
Во втором туре 13 ноября уверенно победил Румен Радев, получив 59 % голосов. После этого премьер-министр Болгарии Бойко Борисов, поддерживавший Цецку Цачеву, подал в отставку. Ранее Бойко Борисов, представляющий консервативную партию ГЕРБ, заявлял: «Мы не будем участвовать никоим образом в правительстве, если проиграем».

## Избирательная система
Президент Болгарии избирается по системе абсолютного большинства в два тура. На этих выборах впервые была введена графа «Против всех».

## Кандидаты
Действующий президент Болгарии Росен Плевнелиев ещё в мае 2016 года объявил, что не будет добиваться своего переизбрания.
Первым, ещё в мае 2016 года, о своих президентских амбициях объявил Георги «Жорж» Ганчев (кандидат в вице-президенты — Кольо Парамов). Для Ганчева это будет уже четвёртая кампания по выборам президента. 28 июля 2016 года инициативный комитет патриотических организаций «Объединённые патриоты» заявил о выдвижении в президенты Красимира Каракачанова, председателя националистической партии «ВМРО — Болгарское национальное движение. В паре с ним на пост вице-президента идёт заместитель председателя парламента Явор Нотев, один из руководителей националистической партии Атака». Помимо ВМРО и «Атаки» их поддержала и третья партия коалиции Патриотический фронт, национально-консервативный Национальный фронт спасения Болгарии. 17 августа 2016 года БСП объявила о намерении поддержать независимого кандидата на пост президента генерала Румена Радева. Кандидатуру Радева также поддержала левая русофильская партия Альтернатива за болгарское возрождение, но 23 августа БСП заявила, что не планирует создавать общую коалицию на президентских выборах. В начале сентября Коалиция Реформаторский блок выдвинула в качестве своего кандидата Трайчо Трайкова. Правящая партия ГЕРБ определилась со своей кандидатурой на пост президента позже всех других ведущих партий Болгарии, только 2 октября, выдвинув председателя Народного собрания Цецку Цачеву.

### Зарегистрированные
Ниже приведён список официально зарегистрированных кандидатов на посты президента и вице-президента Республики Болгария.
| №  | Кандидат в президенты | Кандидат в вице-президенты | Партия/коалиция                                                   | Примечания |
| -- | --------------------- | -------------------------- | ----------------------------------------------------------------- | --- |
| 1  | Веселин Марешки       | Пётр Петров                | Независимые                                                       | Марешки — политик и предприниматель. |
| 2  | Велизар Енчев         | Биляна Велева-Грынчарова   | Движение за радикальное изменение болгарской весны                | Енчев независимый депутат парламента (был избран от Патриотического фронта); Грынчарова — юрист. |
| 3  | Пламен Орешарски      | Данаил Папазов             | Независимые                                                       | Орешарски бывший премьер-министр Болгарии; Папазов бывший министр транспорта. Официально поддержаны партией турецкого меньшинства ДПС. |
| 4  | Жорж Ганчев           | Кольо Парамов              | Христианско-социальный союз                                       | Ганчев в прошлом фехтовальщик и тренер, агент болгарской контрразведки, деятель кино и театра, писатель и политик, был депутатом парламента, ранее трижды баллотировался в президенты; Парамов — финансовый эксперт и бывший депутат.                              |
| 5  | Диана Димитрова       | Габриел Герасимов          | Независимые                                                       | |
| 6  | Трайчо Трайков        | Саби Сабев                 | «Реформаторский блок» (ДСБ, СДС, БЗНС, ДБГ, НПСД) и БНД           | Трайков бывший министр экономики, энергетики и туризма, в настоящее время является муниципальным советником Софии; Сабев в прошлом генерал Болгарской армии. |
| 7  | Бисер Миланов         | Красимир Настев            | Независимые                                                       | Миланов aka «Пятно» — скандально известный основатель Национального движения «Свобода», неоднократно задерживался полицией на провокации к насилию, был осуждён Настев — бизнесмен.                                                                                |
| 8  | Александр Томов       | Радослав Радославов        | Болгарская социал-демократия — Евролевые                          | Томов — политик и бизнесмен, был вице-премьером и трижды депутатом парламента, в 1996 году баллотировался в президенты |
| 9  | Йорданка Колева       | Веселин Христов            | Независимые                                                       | |
| 10 | Татяна Дончева        | Минчо Спасов               | Коалиция партий «Движение 21» и НДСП                              | Дончева — в прошлом прокурор, адвокат, 4 раза избиралась в парламент; Спасов — юрист и бывший депутат. |
| 11 | Румен Радев           | Илияна Йотова              | Независимые, официально поддержаны БСП                            | Румен Радев — генерал-майор, бывший командующий Военно-воздушных сил РБ. Йотова — депутат Европарламента от БСП. |
| 12 | Господин Тонев        | Андрей Андреев             | БДС                                                               | Тонев — преподаватель, переводчик и лектор, основатель, собственник и редактор сайта «Ценности и общност»; Андреев — музыковед, педагого и общественный деятель.                                                                                                   |
| 13 | Ивайло Калфин         | Любомир Халачев            | Коалиция «Калфин-президент» (АБВ, БПЛ, ОБТ, ФАГО, ДГД, ПЗ и ГОРД) | Калфин — экономист, был вице-премьером, министром иностранных дел, министром труда и социальной политики, депутатом болгарского и Европейского парламентов, в 2011 году баллотировался в президенты от БСП; Халачев — сценарист и режиссёр, доктор искусствознания |
| 14 | Камен Попов           | Георги Неделчев            | Независимые                                                       | Попов — бизнесмен, рокер и спортсмен, был членом Болгарского национального союза, прославился ударив лидера партии «Атака» Волена Сидерова |
| 15 | Цецка Цачева          | Пламен Манушев             | ГЕРБ                                                              | Цачева — председатель Народного собрания; Манушев — в прошлом вице-адмирал ВМС Болгарии, политик, депутат. |
| 16 | Румен Галабинов       | Веска Волева               | Независимые                                                       | |
| 17 | Красимир Каракачанов  | Явор Нотев                 | Коалиция «Объединённые патриоты — НФСБ, Атака и ВМРО—БНД»         | Каракачанов — историк и политик, трижды избирался в парламент, сопредседатель Патриотического фронта; Нотев — адвокат, заместитель председателя партии «Атака» и заместитель председателя Народного собрания.                                                      |
| 18 | Кемил Рамадан         | Момчил Добрев              | Балканская демократическая лига                                   | |
| 19 | Пламен Пасков         | Светозар Саев              | Независимые                                                       | |
| 20 | Димитар Маринов       | Радослав Петров            | Болгарское национальное объединение                               | Маринов (aka «Митё-Пистолет») — популярный артист и звезда реалити-шоу; Петров (aka Радо Шишарката) — поп-фолк певец. |
| 21 | Николай Банев         | Сали Ибрям                 | Независимые                                                       | Банев — бизнесмен; Ибрям — был мэром Момчилграда, доцент |

## Социологические опросы
Полужирным шрифтом выделен лидер общественного мнения по итогам опроса.

### Первый тур
| Организация          | Дата       | Цецка Цачева | Румен Радев | Красимир Каракачанов | Трайчо Трайков      | Ивайло Калфин | Татяна Дончева   | Пламен Орешарски | Веселин Марешки | Другие | Не поддерживаю никого | Не решили | Не буду голосовать  | Всего   |
| -------------------- | ---------- | ------------ | ----------- | -------------------- | ------------------- | ------------- | ---------------- | ---------------- | --------------- | ------ | --------------------- | --------- | ------------------- | ------- |
| «Маркет Линкс»       | 04.10.2016 | 19,8 %       | 14,9 %      | 7,9 %                | 4,5 %               | 5,4 %         | 3,7 %            | 1,1 %            | —               | 3,5 %  | —                     | 23 %      | 15 %                | 98,8 %  |
| «Медиана»            | 08.10.2016 | 25,4 %       | 18,0 %      | 9,9 %                | 4,2 %               | 6,1 %         | 4,8 %            | 1,3 %            | 3,2 %           | 2,7 %  | 11,0 %                | —         | 13,4 %              | 100 %   |
| «Галъп»              | 12.10.2016 | 19,2 %       | 15,1 %      | 7,2 %                | 5,2 %               | 4,9 %         | 2,7 %            | 1,3 %            | 4,7 %           | 3,6 %  | 3,9 %                 | 21,9 %    | 10,6 %              | 100,3 % |
| «Алфа Рисърч»        | 13.10.2016 | 29,3 %       | 21,4 %      | 8,7 %                | 5,0 %               | 6,8 %         | 4,5 %            | 0,5 %            | 3,3 %           | 9,5 %  | 10,8 %                | —         | —                   | 99,8 %  |
| «Сова Харис»         | 15.10.2016 | 34 %         | 28,6 %      | 12,5 %               | 5,1 %               | 6,6 %         | 2,8 %            | 2,3 %            | —               | 6,4 %  | —                     | 1,7 %     | —                   | 100 %   |
| ЦАМ                  | 22.10.2016 | 32 %         | 22 %        | 9,1 %                | 5,6 %               | 6,3 %         | 4,5 %            | 2,8 %            | 5,3 %           | 3,6 %  | 5,7 %                 | 3,1 %     | —                   | 100 %   |
| ИМП                  | 22.10.2016 | 26,6 %       | 21,1 %      | 9,7 %                | 4,9 %               | 8,6 %         | 3,4 %            | 1,8 %            | —               | 7,7 %  | —                     | —         | 16,2 %              | 100 %   |
| «Галъп»              | 25.10.2016 | 20,2 %       | 16,3 %      | 8,1 %                | 5,2 %               | 5,3 %         | 2,9 %            | 3,8 %            | 5 %             | 4,1 %  | 5,6 %                 | 12,4 %    | 11,1 %              | 100 %   |
| «Маркет линкс»       | 30.10.2016 | 19,4 %       | 18,1 %      | 8,5 %                | 3,8 %               | 3,5 %         | 2,6 %            | 2,2 %            | 4,3 %           | 1,3 %  | —                     | 26,4 %    | 9,9 %               | 100 %   |
| «Медиана»            | 31.10.2016 | 31,4 %       | 27 %        | 11,9 %               | 4,9 %               | 4,4 %         | 2,1 %            | 5,8 %            | 6,9 %           | 1,4 %  | 4,2 %                 | —         | —                   | 100 %   |
| «Online solutions»   | 03.11.2016 | 19 %         | 18 %        | 16 %                 | —                   | 15 %          | —                | —                | —               | —      | —                     | —         | —                   | 100 %   |
| «Барометър България» | 03.11.2016 | 19,3 %       | 14,4 %      | 19,1 %               | 4,6 %               | 4,2 %         | 2,2 %            | 4,8 %            | 4,4 %           | 9,2 %  | 17,8 %                | —         | —                   | 100 %   |
| Организация          | Дата       | ГЕРБ         | БСП         | НФСБ, Атака и ВМРО   | Реформаторский блок | АБВ           | Движение 21—НДСп | ДПС              | Независимый     | Другие | Не поддерживаю никого | Не решили | Не будут голосовать | Всего   |

### Второй тур
| Организация    | Дата       | Цецка Цачева | Румен Радев | Красимир Каракачанов | Не решили | Не будут голосовать | Всего   |
| -------------- | ---------- | ------------ | ----------- | -------------------- | --------- | ------------------- | ------- |
| «Галъп»        | 12.10.2016 | 26,4 %       | 29,6 %      | —                    | 22,8 %    | 21,2 %              | 100 %   |
| «Алфа Рисърч»  | 13.10.2016 | 32,6 %       | 31,3 %      | —                    | —         | 36,1 %              | 100 %   |
| «Алфа Рисърч»  | 13.10.2016 | 31,3 %       | —           | 25,1 %               | —         | 43,0 %              | 99,4 %  |
| «Сова Харис»   | 15.10.2016 | 38,7 %       | 37,8 %      | —                    | 13,7 %    | 9,8 %               | 100 %   |
| ЦАМ            | 22.10.2016 | 43 %         | 41 %        | —                    | 10 %      | —                   | 94 %    |
| «Галъп»        | 25.10.2016 | 31,3 %       | 32,1 %      | —                    | 16,8 %    | 20,2 %              | 100,4 % |
| «Маркет линкс» | 30.10.2016 | 25 %         | 30,7 %      | —                    | 26,5 %    | 17,8 %              | 100 %   |
| «Маркет линкс» | 30.10.2016 | 24 %         | —           | 28,5 %               | —         | —                   | 52,5 %  |
| «Маркет линкс» | 30.10.2016 | —            | 27,2 %      | 26,1 %               | —         | —                   | 53,3 %  |
| «Медиана»      | 31.10.2016 | 36,2 %       | 37,2 %      | —                    | —         | 26,6 %              | 100 %   |
| Агенция        | Дата       | ГЕРБ         | БСП         | НФСБ, Атака и ВМРО   | Не решили | Не будут голосовать | Всего   |

## Предвыборная кампания
По данным болгарского «Института за развитие на публичната среда», опубликованным 27 октября 2016 года партии, коалиции и инициативные комитеты потратили освещение средствами массовой информации своих предвыборных кампаний в общей сложности 1 696 811 левов. Ниже приведён список 8 кандидатов потративших свыше 50 000 левов (без учёта НДС):
1. Румен Радев и Илияна Йотова (БСП) — 420 847 лв.
2. Цецка Цачева и Пламен Манушев (ГЕРБ) — 283 183 лв.
3. Трайчо Трайков и Саби Сабев (Реформаторский блок) — 236 838 лв.
4. Красимир Каракачанов и Явор Нотев ("Объединённые патриоты) — 217 386 лв.
5. Ивайло Калфин и Любомир Халачев («Альтернатива за болгарское возрождение») — 199 067 лв.
6. Татяна Дончева и Минчо Спасов (Движение 21—НДСП) — 75 904 лв.
7. Веселин Марешки и Пётр Петров (Инициативный комитет) — 57 169 лв.
8. Пламен Орешарски и Данаил Папазов (ДПС) — 50 806 лв.

## Результаты
| Кандидат                                              | Партия                                                    | 1-й тур   | 1-й тур | 2-й тур   | 2-й тур |
| Кандидат                                              | Партия                                                    | Голоса    | %       | Голоса    | %       |
| ----------------------------------------------------- | --------------------------------------------------------- | --------- | ------- | --------- | ------- |
| Румен Радев                                           | Независимый                                               | 973 754   | 25,44   | 2 063 032 | 59,37   |
| Цецка Цачева                                          | ГЕРБ                                                      | 840 635   | 21,96   | 1 256 480 | 36,16   |
| Красимир Каракачанов                                  | Коалиция «Объединённые патриоты — НФСБ, Атака и ВМРО—БНД» | 573 016   | 14,97   |           |         |
| Веселин Марешки                                       | Независимый                                               | 427 660   | 11,17   |           |         |
| Пламен Орешарски                                      | Независимый                                               | 253 726   | 6,63    |           |         |
| Трайчо Трайков                                        | «Реформаторский блок»                                     | 224 734   | 5,87    |           |         |
| Ивайло Калфин                                         | АБВ                                                       | 125 531   | 3,28    |           |         |
| Татяна Дончева                                        | Коалиция партий «Движение 21» и НДСП                      | 69 372    | 1,81    |           |         |
| Жорж Ганчев                                           | Христианско-социальный союз                               | 27 928    | 0,73    |           |         |
| Велизар Енчев                                         | Движение за радикальное изменение болгарской весны        | 18 213    | 0,48    |           |         |
| Димитар Маринов                                       | Болгарское национальное объединение                       | 14 974    | 0,39    |           |         |
| Румен Галабинов                                       | Независимый                                               | 10 286    | 0,27    |           |         |
| Пламен Пасков                                         | Независимый                                               | 10 103    | 0,26    |           |         |
| Александр Томов                                       | Болгарская социал-демократия — Евролевые                  | 9513      | 0,25    |           |         |
| Господин Тонев                                        | БДС                                                       | 6855      | 0,18    |           |         |
| Кемил Рамадан                                         | Балканская демократическая лига                           | 6089      | 0,16    |           |         |
| Камен Попов                                           | Независимый                                               | 5212      | 0,14    |           |         |
| Диана Димитрова                                       | Независимый                                               | 4362      | 0,11    |           |         |
| Йорданка Колева                                       | Независимый                                               | 4182      | 0,11    |           |         |
| Николай Банев                                         | Независимый                                               | 4196      | 0,11    |           |         |
| Бисер Миланов                                         | Независимый                                               | 3215      | 0,08    |           |         |
| Против всех                                           | Против всех                                               | 214 094   | 5,59    |           |         |
| Недействительных/пустых бюллетеней                    | Недействительных/пустых бюллетеней                        | 5639      | -       |           | -       |
| Всего                                                 | Всего                                                     | 3 832 747 | 100     |           |         |
| Зарегистрированных избирателей/Явка                   | Зарегистрированных избирателей/Явка                       | 7 013 891 | 54,65   |           |         |
| Источник: Центральная избирательная комиссия Болгарии |                                                           |           |         |           |         |